# کورتیس اف۱۱سی
اف۱۱سی کورتیس (به انگلیسی: Curtiss_F11C_Goshawk) یک هواگرد ملخ‌پیشین تک‌موتوره از نوع ناو هواپیمابر-هواپیمای جنگنده ساخت شرکت Curtiss Aeroplane and Motor Company است. هواگرد اف۱۱سی کورتیس نخستین پروازش را در سپتامبر ۱۹۳۲ میلادی انجام داد. این هواگرد در سال آوریل ۱۹۳۲ میلادی رسماً معرفی گردید و در سال‌های اکتبر ۱۹۳۲ تولید شده‌است. در مجموع، تعداد 28 plus 2 prototypes فروند از این هواگرد ساخته شده‌است.